# ГЕС Феррейра-Гоміс
ГЕС Феррейра-Гоміс (порт. Usina Hidrelétrica  Ferreira Gomes) – гідроелектростанція на північному сході Бразилії у штаті Амапа. Знаходячись після ГЕС Куарасі-Нунес, становить нижній ступінь в каскаді на річці Арагуарі, котра впадає в Атлантичний океан за десяток кілометрів на північ від одного з рукавів Амазонки.
В межах проекту річку перекрили греблю висотою 26,2 метра та довжиною біля 0,85 км. Вона утримує водосховище площею поверхні 17,7 км2 та об’ємом 137 млн м3 зі стабільним рівнем поверхні під час операційної діяльності на позначці 21,3 метра НРМ.
Інтегрований у греблю машинний зал обладнали трьома турбінами типу Каплан потужністю по 86,4 МВт. При напорі у 18 метрів вони повинні забезпечувати виробництво 1307 млн кВт-год електроенергії на рік. 
Видача продукції відбувається по ЛЕП, розрахованій на роботу під напругою 230 кВ.